# Adrian Rolko
Adrian Rolko (Hradec Králové, 14 de setembro de 1978) é um ex-futebolista tcheco que atuava como zagueiro.

## Carreira
Rolko construiu toda sua carreira na Republica Chéquia, no clube da sua cidade natal e no FK Mladá Boleslav, um clube de meio de tabela. Rolko ficou mais conhecido no país, pela sua alta estatura de 2,01m sendo um dos atletas mais altos do futebol europeu e o mais alto do futebol checo.